# Кардамоновы горы
Кардамоновы горы (там. ஏலக்காய் மலை; малаял. കാര്ടമോം ഹില്ല്സ്) — южная часть Западных Гатов на юге Индии.
Высшая точка — Анай-Муди (2695 м), является высшей точкой Индии к югу от Гималаев, геологически также относится к горным цепям Анаймалай и Палани.
Кардамоновы горы находятся южнее гор Нилгири и севернее хребта Агастьямалай. Площадь горной цепи около 2800 км².
Помимо кардамона, в честь которого холмы и получили свое название, эти места славятся производством чая. В районе выращивают также множество других специей и пряностей.
Температура в горах колеблется от +15 °C зимой до +31 °C летом. Осадков выпадает 2000-3000 мм в год, на восточных склонах до 1500 мм. В период с декабря по февраль в этой местности гораздо меньше осадков, чем в течение остального года. К тому же и температура воздуха пониже. С февраля по март — сухо и жарко. С мая по сентябрь — сезон муссонов.